# Fronteira Namíbia–Zâmbia
A fronteira entre a Namíbia e Zâmbia é uma linha de 233 km de extensão, sentido leste-oeste, no sul da Zâmbia (província Ocidental do país), que separa esse país da Namíbia, norte da Faixa de Caprivi. 
Vai do oeste, da tríplice fronteira Namíbia-Zâmbia-Angola, até o leste na fronteira tríplice dos dois países com Botsuana. Há uma passagem rodoviária entre os dois países , a ponte Katima Mulilo sobre o rio Zambeze, em Katima Mulilo.
Esse ponto triplo do leste fica a apenas 2 km de outra tríplice fronteira Zimbábue-Zâmbia-Botsuana. Devido a essa proximidade entre duas fronteiras tríplices, esse ponto pode aparentar ser uma fronteira quádrupla Zimbábue-Zâmbia-Botsuana-Namíbia.
Essa fronteira foi oficialmente definida em 1990, quando a Namíbia obteve a sua independência da África do Sul. Da parte da Zâmbia, as fronteiras nessa região foram sendo definidas desde o século XIX quando Cecil Rhodes em 1889 estabeleceu a Companhia Britânica da África do Sul. Em 1923 a área passou a ser protetorado britânico, foi dividida em Rodésia do Norte (hoje Zâmbia) e Rodésia do Sul (depois Rodésia, hoje Zimbábue.